# الدولة الأموية في الأندلس
ٱلدَّوْلَةُ ٱلأُمَوِيّة في ٱلأنْدَلُسِ إمارة إسلامية أسسها عبد الرحمن بن معاوية الأموي عام 138هـ/ 756م في الأندلس وأجزاءٍ من شمال أفريقيا، وكانت عاصمتها قرطبة، وقد تحولت إلى خلافة بإعلان عبد الرحمن الناصر لدين الله نفسَه، في ذي الحجة 316هـ/ يناير 929م خليفةَ قرطبةَ، بدلًا من لقبه السابق أمير قرطبة، وهو اللقب الذي حمله الأمراء الأمويون منذ أن استقلَّ عبد الرحمن الداخل بالأندلس. تأسست هذه الدولة نتيجة سقوط الدولة الأموية في المشرق على يد بني العبَّاس، الذين أخذوا، بعدَ قيام دولتهم، بمُلاحقة بني أمية وقتلهم، ولذلك فرَّ الكثير منهم بعيدًا، محاولين النجاة بأنفسهم. وقد كان من بين هؤلاء عبد الرحمن الداخل، الذي فرَّ إلى الأندلس، وأعلنَ استقلاله بها. وقد تمكَّن الأمويون من البقاء بهذه الطريقة؛ فأسسوا دولتهم الجديدة في الأندلس، وظلُّوا يحكمونَها زهاء ثلاثة قرون. عُرف عبدُ الرحمٰن بن مُعاوية باسم «عبدُ الرحمٰن الدَّاخل»، كونه «دخل» (أي هاجر) إلى الأندلُس، ومُنذُ أن تسلَّم الحُكم حتَّى دخل المُسلمون في الأندلُس في عهدٍ جديدٍ قائمٍ على أُسسٍ سياسيَّة بعيدةٍ عن العُنصُريَّة والقَبليَّة، من واقع تحجيم نُفوذ زُعماء القبائل، وإحلال سُلطة الدولة، مُمَثَّلَةً في الأمير، محل سُلطة القبائل، وبدأت الأندلُس تسير في طريق اكتساب الحضارة.
أضحى الأندلُس بلدًا إسلاميًّا مُستقلًّا عن الخِلافة العبَّاسيَّة في المشرق، بعد أن كان خاضعًا لِمركز الخِلافة في العهد الأُموي، ولم تُحاول الدَّولة العبَّاسيَّة جِدِّيًّا ضمَّه إلى حظيرتها. ويبدو أنَّ انفصاله النهائي عنها لم يُشكِّل خطرًا حقيقيًّا مُباشرًا على كيانها، بالإضافة إلى أنَّهُ استمرَّ في حمل الرسالة الإسلاميَّةِ، ولا يدعو ذلك بالضرورة للمُواجهة المُباشرة، غير أنَّهُ جرت مُحاولات عابرة، قام بها العبَّاسيُّون لضمِّه إلى حظيرة الخِلافة، لكنَّها لم تُحقق شيئًا. تميزت الدولة الأموية في الأندلس بنشاط تِجاري وثقافي وعِمراني ملحوظ، حتى أصبحت قرطبة أكثرَ مدن العالم اتساعًا بحلول عام 323هـ/935م، كما شهدت تشييد الكثير من روائع العِمارة الإسلامية في الأندلس، ومنها الجامع الكبير في قرطبة. كما شهدت فترة حكم الأمويين نهضة في التعليم العام، جعلت عامة الشعب يجيدون القراءة والكتابة في الوقت الذي كان فيه عِلْيَةُ القوم في أوروبا لا يستطيعون ذلك. وبسبب الاستمرار في الاتجاه الذي أرساه عبد الرحمن الداخل، خطت الدولة الأموية في الأندلس خطوات واسعة في التقدم والرقي والازدهار الحضاري، ونافست قرطبة بغداد عاصمة الدولة العبَّاسيَّة والقُسطنطينيَّة عاصمة الإمبراطوريَّة البيزنطيَّة. وقد أسهم العُلماء الأندلُسيُّون على اختلاف خلفيَّاتهم العرقيَّة والدينيَّة في تقدُّم مُختلف أنواع العُلوم، في العالمين الإسلامي والمسيحي، ومن هؤلاء على سبيل المِثال: جابر بن أفلح في علم المُثلثات، وإبراهيم بن يحيى الزرقالي في علم الفلك، وأبو القاسم الزهراوي في الجراحة، وابن زُهر في الصيدلة، وغيرهم.
تحوَّلت الدولة الأموية في الأندلس من نظام الإمارة إلى نظام الخلافة على يد عبدِ الرحمٰنِ النَّاصرِ لدينِ اللهِ كما أُسلف، فخرج بِعمله هذا عن الأصل النظري للمذهب السُنِّي للخِلافة، القائل بأنَّ الخِلافة كمُؤسسة دينيَّة ودُنيويَّة لا يُمكن أن تتجزَّأ، حسب المفاهيم السَّائدة في ذلك الوقت، إلَّا أنه وضع هذا العمل في موضع الاجتهاد، فأجاز الفُقهاء والعُلماء السُّنَّة بِتعدُّد الخِلافة في حال وُجود مصلحة عامَّة للمُسلمين، واعترفوا بِشرعيَّة وُجود إمامين يتولَّيان حُكم المُسلمين في وقتٍ واحد، شرط أن تكون المسافة بينهما كبيرة حتَّى لا يحصل التصادم بينهما. ومن الأسباب الواقعيَّة التي دفعت عبد الرحمٰن النَّاصر إلى إعلان الخِلافة، ضَعفُ الدولة العبَّاسيَّة، وانحدار سُمعتها إلى الحضيض، بالإضافة إلى إعلان الإمام عُبيد الله المهدي الفاطمي قيام خِلافة الفاطميين في إفريقية، ورُبما كانت هذه الحادثة أكثر إلحاحًا من تراجُع نُفوذ الخِلافة العبَّاسيَّة في المشرق، للإقدام على هذه الخُطوة من جانب عبد الرحمٰن النَّاصر، لاسيَّما أنَّ الفاطميين كانوا قد أعلنوا الخِلافة على أساسٍ شيعيٍّ إسماعيليٍّ، وهو ما مثَّل تهديدًا عسكريًّا ودينيًّا للأُمويين بصفةٍ خاصَّة، وللأندلُس بصفةٍ عامَّة.
وقد استمرت الدولة الأموية في الأندلس رسميًّا حتى عام 422هـ/ 1031م؛ حيث سقطت الخلافة، وتفككت إلى عدد من الممالك، بعد حرب أهلية بين الأمراء الأمويين، الذين تنازعوا الخلافة فيما بينهم، مما أدى بعد سنوات من الاقتتال، إلى تفكك الخلافة إلى عدد من الممالك المستقلة.

## التاريخ

### تأسيس الدولة

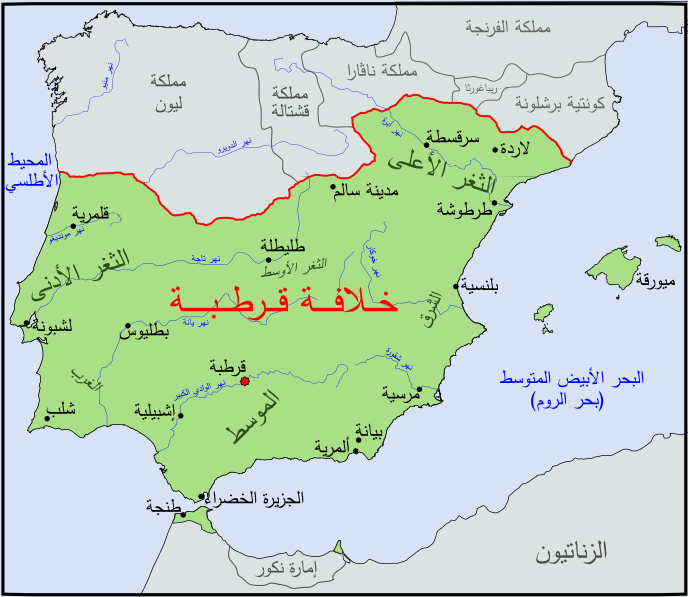
حدود الدولة الأموية عام 390 هـ، في أواخر عهد الحاجب المنصور.

نجح المسلمون في مدِّ دولتهم إلى الأندلس، عندما عبر طارق بن زياد، أحد قادة موسى بن نصير والي الأمويين على أفريقية عام 92هـ، بجيش قوامه سبعة آلاف مقاتل، واستطاع هذا الجيش، بعد أن زاده موسى بن نصير خمسة آلاف مقاتل، أن يهزم ملك القوط الغربيين رودريك في معركة وادي لكة، والسيطرة في غضون عامين على معظم شبه الجزيرة الأيبيرية، ثم تحولت جيوش المسلمين شرقًا، وتوغلت في بلاد الغال حتى وصلت إلى حدود مدينة ليون الحالية. استمرت محاولات المسلمين في التوسع في بلاد الغال في عهد الولاة السمح بن مالك الخولاني، وعنبسة بن سحيم الكلبي، وعبد الرحمن الغافقي، وقد حققت تلك المحاولات بعض النجاحات، ثم توقفت التوسعات بعد هزيمة المسلمين في معركة بلاط الشهداء. وقد ظلت الأندلس منذ الفتح مجرد ولاية تابعة لولاية أفريقية، إحدى ولايات الدولة الأموية في دمشق، حتى سقطت الدولة الأموية على أيدي العباسيين عام 132هـ، وقد حرَص العباسيون على ملاحقة الأمويين، وتقتيلهم في كافة أرجاء دولتهم، مما جعل الأشخاص الباقين من بني أمية يتخفون، أو يفرون من العباسيين. وكان من بين الفارين أمير أموي يدعى عبدَ الرحمن بنَ معاويةَ بن هشام، الذي فر إلى أفريقية؛ حيث أخوالُه من بربر نفزة. كان الأندلس في تلك الفترة تسوده حالة من عدم الاستقرار، فترة شهدت تعاقب الولاة، وصراعات بين العرب المضرية والعرب اليمانية من جهة، وبين العرب والبربر من جهة أخرى.
لقد استغل عبد الرحمن بن معاوية الأحداث الداخلية في الأندلس؛ فبدأ بمراسلة أتباع وموالي الأمويين في الأندلس عن طريق مولاه بدر، وقد نجحت المراسلات بين عبد الرحمن بن معاوية وموالي الأمويين في الأندلس في التمهيد لدخول عبد الرحمن الأندلسَ، كما نجحوا في استمالة بربر الأندلس واليمانيين إلى جانب عبد الرحمن بن معاوية، الذي عبر إلى ثغر المنكب في ربيع الآخر 138هـ، وبعد شهور تمكن جيش عبد الرحمن من هزيمة آخِرِ ولاة الأندلس يوسف بن عبد الرحمن الفهري في موقعة المصارة في ذي الحجة 138هـ، ليدخل بذلك عبد الرحمن بن معاوية قرطبة، لتتأسس بذلك إمارته المستقلة في الأندلس.
قضى عبد الرحمن الداخل سنوات حكمه في تثبيت أركان دولته، والقضاء على الثورات الداخلية التي اندلعت في كافة أرجاء الأندلس، كما عمل عبد الرحمن الداخل على تأسيس جيش قوي، والاهتمام بالتعمير والتعليم والقضاء، ليترك الأندلس لخلفائه من بعده ولاية مستقرة. وبعد وفاة عبد الرحمن الداخل، نجح ابنه هشام الرضا، وحفيده الحكم الربضي في الحفاظ على وحدة أراضي الدولة، كما نجحا في التصدي لمحاولات الممالك المسيحية في الشمال للتوسع جنوبًا، ورغم ذلك النجاح الخارجي على الصعيد العسكري، كادت الدولة تسقط على إثر ثورة بعض أهل قرطبة على الحكم بن هشام، إلا أنه نجح في القضاء على تلك الثورة الداخلية. وقد نتج عن حالة الاستقرار السياسي، أن ازدهرت حركات الآداب والعلوم والعمارة والفن في الأندلس، في عهد عبد الرحمن بن الحكم، لتبلغ الأندلس في عهده مرحلة متقدمة من المدنية، وأصبحت مركزًا حضاريًا كبيرًا في غرب العالم الإسلامي، كما تطورت الدولة أيضًا عسكريًّا؛ فنجحت في التصدي لمحاولات النورمان لغزو موانئ الأندلس بحرًا عام 230هـ.

### كبوة الدولة
تلى تلك المرحلة مرحلة من الاضطراب في عهد محمد بن عبد الرحمن وولديه المنذر وعبد الله، نتج عن ذلك تعرض الإمارة لعدد من الثورات الداخلية من المولدين والمستعربين والبربر وبعض القبائل العربية، والتي نجحت في تأسيس إماراتهم شبه المستقلة، التي كانت لا تخضع لسلطة الدولة إلا بالاسم، وهم: بنو قسي، وبنو تجيب، ومحمد بن عبد الملك الطويل، وعبد الرحمن بن مروان الجليقي في الشمال، وأخطرهم عمر بن حفصون، الذي تمرد على الدولة في الجنوب. إضافة إلى الهجمات الخارجية من النورمان والممالك المسيحية في الشمال، في محاولة استعادة الأراضي التي دخلت تحت الحكم الإسلامي. وفي ظل حالة التمرد الداخلية، والهجمات الخارجية ضعفت سلطة الدولة على أراضيها، حتى انحسرت سلطة الأمير عبد الله بن محمد فقط على قرطبة وأحوازها.

### عصر القوة

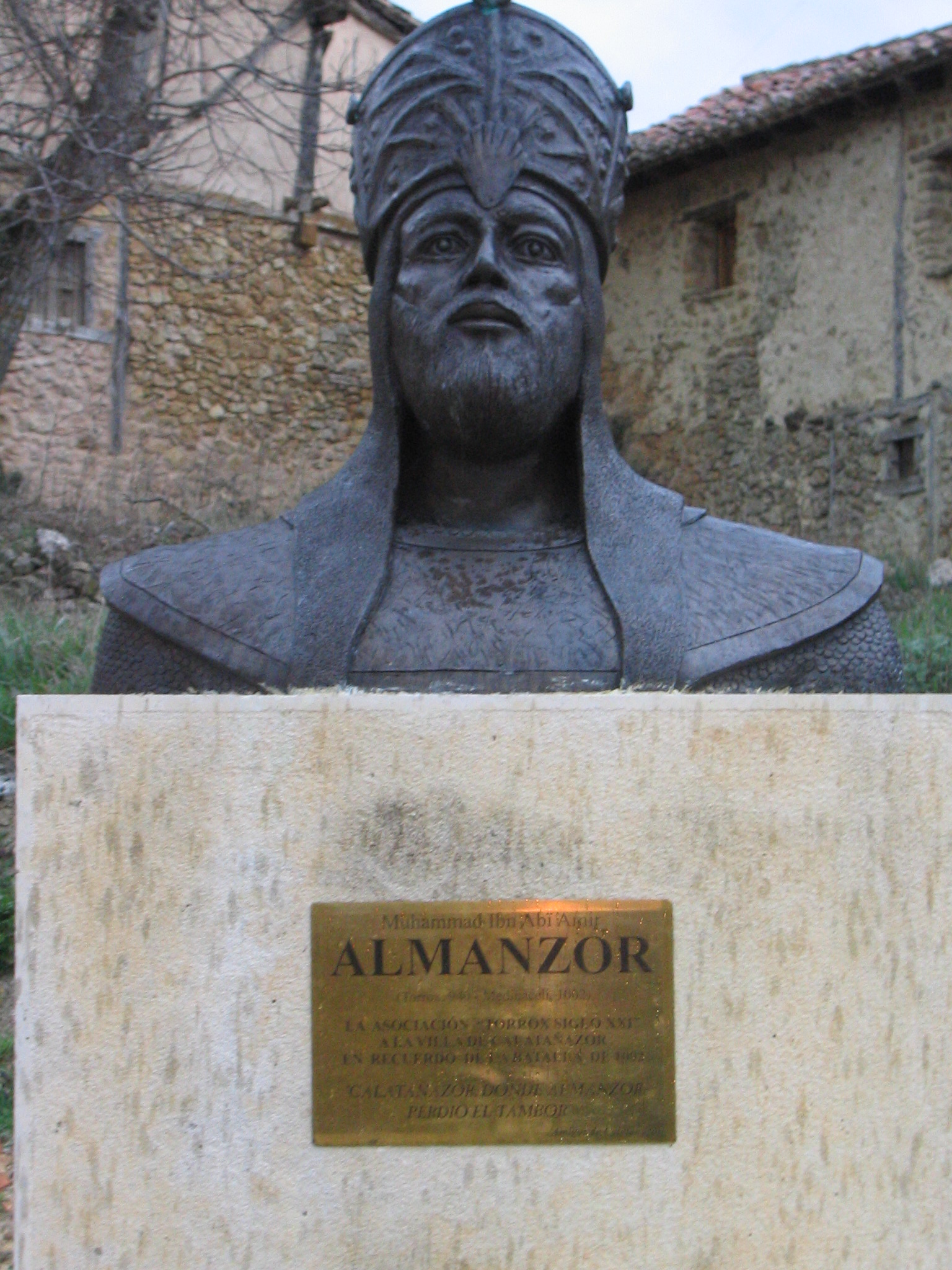
الحاجب المنصور في عهد حجابته وصلت الدولة الأموية في الأندلس إلى أقصى امتداد لها.

مع تولى الأمير عبد الرحمن بن محمد الحكم عام 300هـ، استعادت البلاد وحدتها السياسية وقوتها العسكرية وهيبتها، بعد أن خاض حروبًا طويلة استطاع من خلالها استعادة السيطرة على البلاد تحت السلطة المركزية في قرطبة، بل وامتدت سلطة الأمويين إلى أجزاءٍ من شمال المغرب الأقصى، الذي تسابق أمراؤه في الدخول في ولاء الأمويين. وأمام خطر نشأة الدولة الفاطمية في شمال أفريقية، أعلن عبد الرحمن بن محمد في عام 316هـ/ 929م نفسه خليفة على الأندلس، وتلقب بالناصر لدين الله، ليقوي مركزه الديني في مواجهة الدولة الفاطمية في شمال أفريقية. ولمواجهة هذا الخطر حصّن الناصر الموانئ الجنوبية للأندلس، وضم موانئ المغرب المواجهة للأندلس في مليلة وسبتة وطنجة، إضافة إلى دعم البربر المعادين للفاطميين في المغرب ماديًا وعسكريًا، وفي الوقت نفسه، استطاع عبد الرحمن الناصر لدين الله التصدي لأطماع الممالك المسيحية في الشمال.

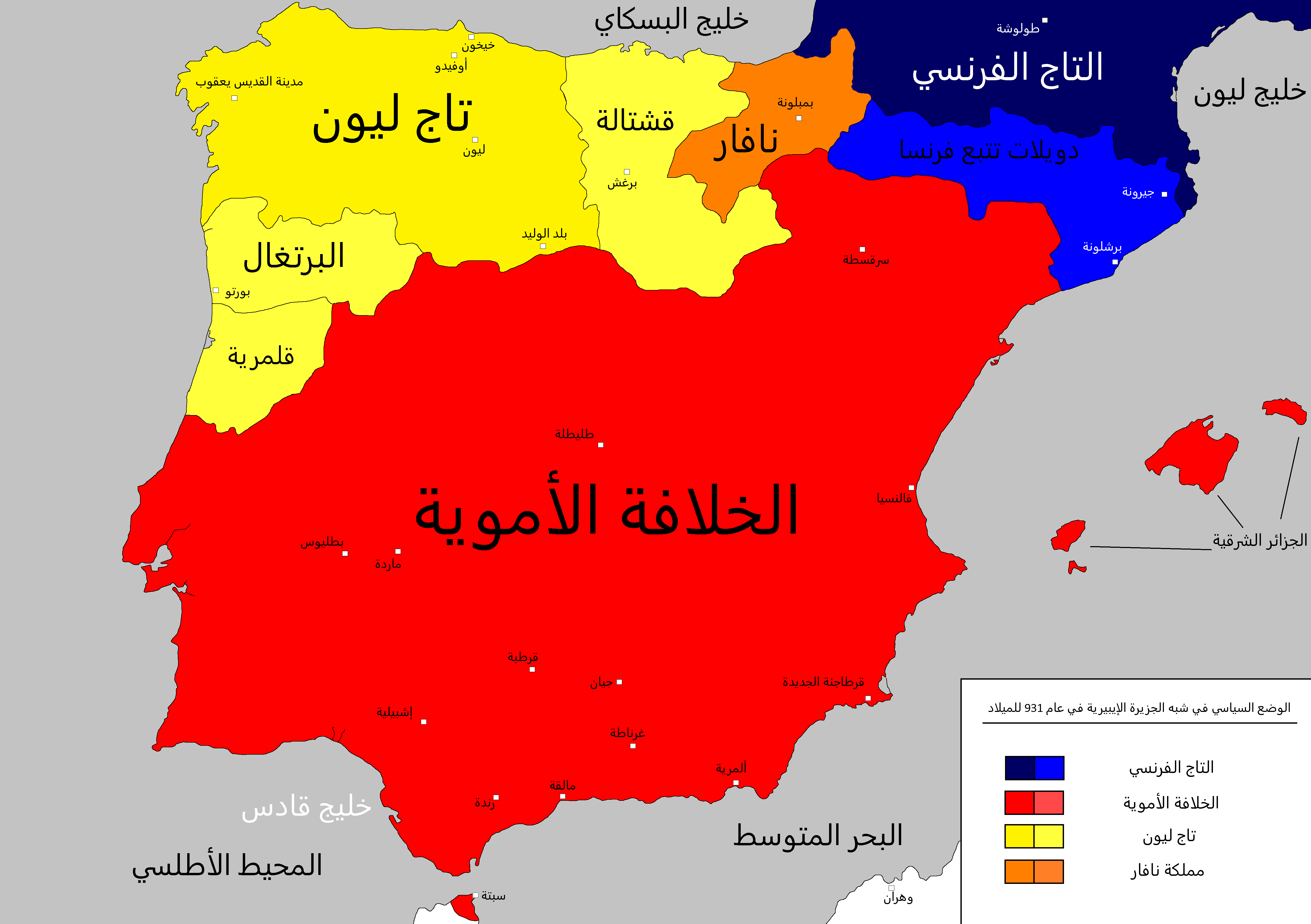
الوضع في عصر عبد الرحمن الناصر لدين الله.

عرفت البلاد أوجها الثقافي في عهد ابنه الحكم الذي واصل سياسات أبيه، وكان عهده عهد ثقافة وعمران. إلا أن الحكم المستنصر بالله أخطأ حين اختار ابنه الوحيد الطفل هشام المؤيد بالله لولاية عهده؛ حيث استغل بعض رجال الدولة كالحاجب جعفر بن عثمان المصحفي، وصاحب الشرطة محمد بن أبي عامر، صغر سنه وعدم قدرته على الحكم في سنه الصغيرة، ففرضوا على الخلافة وصاية أم الخليفة صبح البشكنجية، واستأثروا هم بكل السلطات، ثم انفرد محمد بن أبي عامر بكل السلطات، بعد أن تخلص من كل شركائه في الحكم؛ الواحد تلو الآخر، وحجر على الخليفة الطفل، لتبقى بذلك السلطة الاسمية فقط للخليفة، وليكون الحكم الفعلي لابن أبي عامر، الذي تلقب بعد ذلك بالحاجب المنصور.
استطاع الحاجب المنصور أن يؤسس دولة داخل الدولة، حتى إن بعض المؤرخين سماها الدولة العامرية، وقد تميزت تلك الفترة بوجود تطور اجتماعي جديد؛ حيث سيطر البربر على المناصب القيادية في الجيش، وكثر عددُهم، واختفت القيادة العربية من الجيوش، وقد استمرت سيطرة العامريين على الحكم طوال عهد الخليفة هشام المؤيد بالله؛ حيث خلف الحاجب المظفر أباه المنصور عام 392هـ في كافة سلطاته ومناصبه، ثم خلفه أخوه شنجول بعد وفاته عام 399هـ، وقد تولى شنجول ولاية العهد ولم يمض شهر على توليه الحجابة؛ حيث أُجبِر الخليفة على ذلك.

### نهاية الدولة
أثارت سيطرة العامريين على الحكم حنق الأمويين في الأندلس؛ حيث رأوا في ذلك اغتصابا لحقهم في حكم الأندلس، وعلى إثر ذلك استطاع أحد أمرائهم، ويدعَى محمدَ بنَ هشامٍ أن يدير انقلابًا في جمادى الأولى، 399هـ، على حكم المؤيد وشنجول، ويطيح بهما من سُدَّة الحكم، ويعلن نفسه الخليفة الجديد. وقد حرَص المهدي بالله على التنكيل بالعامريين والبربر الذين كانوا عماد جيش الحاجب المنصور، مما دعا الفتيان العامريين إلى الفرار إلى شرق الأندلس، وتأسيس إمارة في تلك الأرجاء، بينما التف البربر حول أمير أموي آخر، يُدعَى سليمانَ بنَ الحكمِ، الذي ثار على المهدي بالله، ونجح في اقتلاعه من منصبه، وإعلان نفسه خليفة في ربيع الأول، 400هـ، لتدخل الأندلس فترة من القلاقل، تصارع فيها الأمويون والبربر والحموديون على حكم الأندلس. وقد استمر الصراع حتى عام 422هـ؛ حيث سقطت الدولة الأموية في الأندلس نهائيًا، وتفتَّتَتْ إلى دويلات صغيرة، عُرفت تاريخيًا بدول الطوائف.

## نظام الحكم

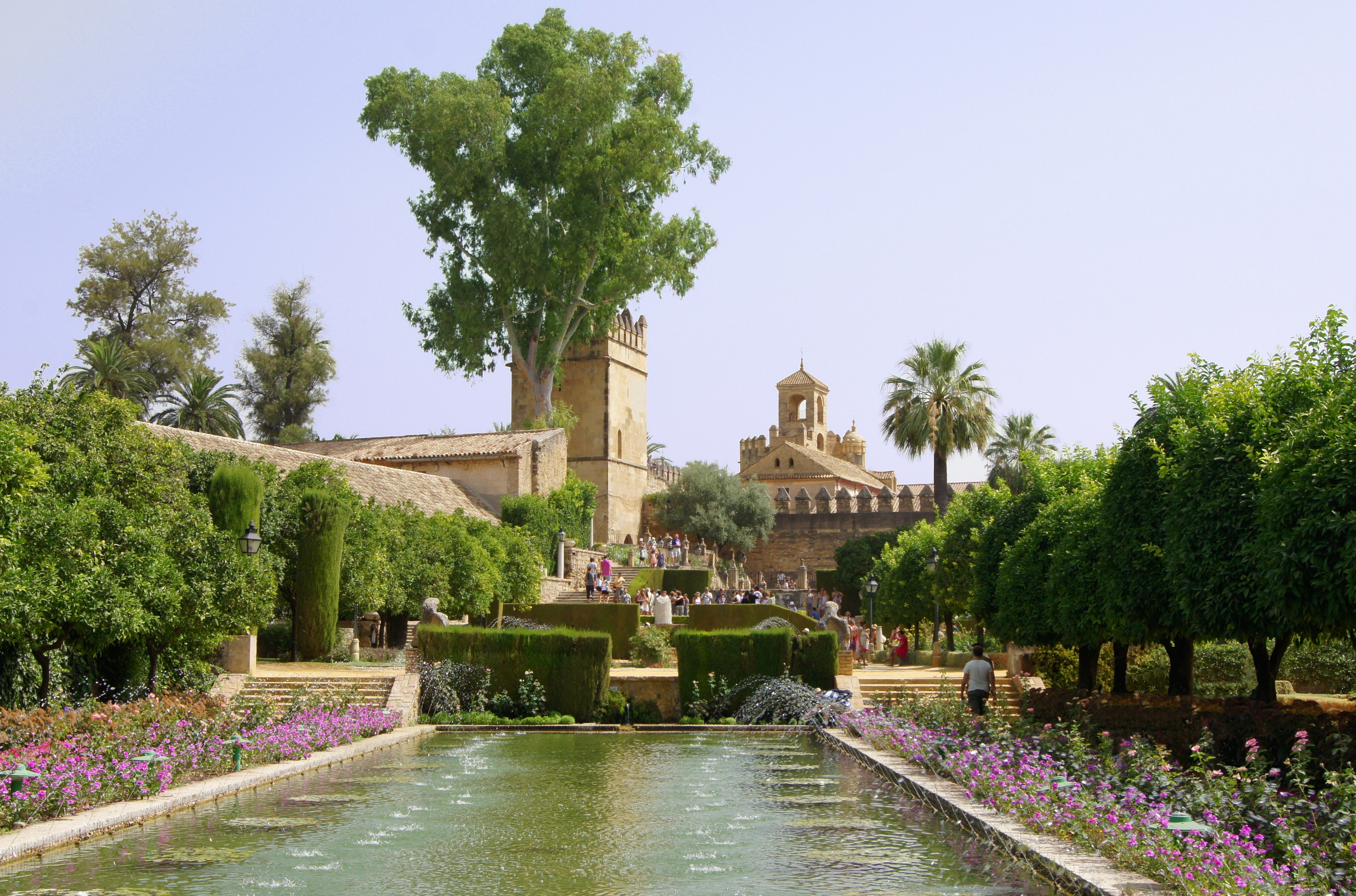
جانب من حديقة قصر قرطبة مقر أمراء بني أمية في الأندلس، حتى أن نقل الخليفة عبد الرحمن الناصر مقر الحكم إلى مدينة الزهراء.

كان الأمير أو الخليفة يأتي على رأس النظام الحاكم في عهد الدولة الأموية في الأندلس، والذي كان يتولى الحكم وفق نظام حكم وراثي يتولى فيه ولي العهد الحكم بوصية من الأمير أو الخليفة الراحل، ولم تكن البيعة مشترطة على أن تكون للابن الأكبر؛ حيث كان الأمراء يوصون بمن يرون أنه الأصلح من أبنائهم للحكم، كتولية عبد الرحمن الداخل لابنه هشام متجاوزًا ابنَه الأكبر سليمان، وتقديم الحكم الربضي لابنه عبد الرحمن على ابنه الأكبر هشام، بل كانوا أحيانًا يتجاوزونها للتوصية بولاية الحفيد؛ كما فعل الأمير عبد الله بن محمد بالتوصية لولاية حفيده عبد الرحمن بن محمد. وكانت البيعة تتم في القصر؛ حيث يجلس الحاكم على سرير الملك، ويدخل عليه الأمراء من بني أمية، ويستمعون لكتاب البيعة، ثم يتقدمون ببيعتهم للحاكم الجديد، ويلي بيعة أمراء بني أمية، بيعة الوزراء وأصحاب المناصب من كبار رجال الدولة، وتسمى المراسم السابقة بالبيعة الخاصة، ثم ينيب الحاكم من يأخد البيعة العامة من سائر الناس، ويرسل بكتاب البيعة للكور والثغور.
كانت سلطة الأمير أو الخليفة مطلقة؛ يولّي ويعزل دون أن يعارضه أحد، ويأتي من بعد الأمير أو الخليفة في هرم السلطة «الحاجب»، وهو شخص يعادل منصبه منصب رئيس الوزراء اليوم، ويُفرَش له فراشٌ أعلى من فُرُش الوزراء، وأدنى من سرير الأمير أو الخليفة في قاعة الحكم. إضافة إلى عدد من الوزراء، يتولون عددًا من المناصب الوزارية؛ كمنصب كبير الخاص، وأصحاب خطط الخيل والكتابة العليا، والمظالم والشؤون المالية، والشرطة العليا والشرطة الصغرى، وخطة القضاء والمواريث والحسبة. أما إداريًا، فقد كانت الأندلس مقسمة إلى مجموعة من الكور التي تتبعها مدن لكل منها أحوازها، ويتولى إدارة تلك الكور عمال يعينهم الأمير أو الخليفة، ويتبع هؤلاء عمال المدن الذين تقع على عواتقهم مسؤولية إدارة المدن وأحوازها.

## العلاقات الخارجية
منذ نشأة الدولة الأموية في الأندلس وهي في حالة صراع متواصل مع جيرانها من الممالك المسيحية في الشمال والشرق من أجل فرض السيطرة أحيانًا، وأحيانًا أخرى من أجل البقاء؛ ففي سنوات الدولة الأموية في الأندلس الأولى، تعرض الثغر الأعلى للغزو من قبل شارلمان عام 161هـ/ 778م، إلا أن أهل سرقسطة استطاعوا إفشال هجومه، ثم ما لبث أن تعرض جيش شارلمان لهزيمة ساحقة أثناء انسحابه إلى فرنسا عبر ممر رونسفال. ولم يكن ذلك هو التهديد الوحيد الذي تعرضت له الأندلس في تلك الفترة؛ فمنذ عهد هشام الرضا تعرضت حدود الأندلس الشمالية لتحرشات من قبل مملكتي أستورياس ونافارا الوليدتين، وإضافة إلى تلك الهجمات البرية، تعرضت الأندلس للغزو البحري عام 230هـ من قبل النورمان الذين احتلوا لشبونة وقادس وشذونة وإشبيلية، إلى أن هزمهم جيش أرسله عبد الرحمن الأوسط، بقيادة عيسى بن شهيد ونصر الخصي، فأجلوهم عن الأندلس بعد 42 يومًا من نزولهم الأندلس. ومع دخول الأندلس عصر القوة، منذ عهد عبد الرحمن الناصر، وحتى عهد سيطرة الحاجب المظفر على الدولة، أصبحت اليد العليا عسكريًا في شبه الجزيرة الأيبيرية للأمويين الذين نجحوا، في عهد سيطرة الحاجب المنصور، في إعادة حدود الدولة الأموية إلى ما وراء نهر دويرة، وهي الأراضي التي كان الأمويون قد فقدوها في فترة كبوة الدولة، التي انشغل فيها الأمراء بمواجهة الثورات الداخلية. ورغم ذلك سرعان ما انهارت تلك السيطرة، بعد أن دخلت الأندلس فترة الفتنة التي استغلتها الممالك المسيحية في الشمال للتوسع على حساب الأمويين، بل وسلَّم بعضهم بعض الحصون والأراضي طواعية للأمراء المسيحيين ثمنًا لمشاركتهم إلى جانبهم في تلك المرحلة من الاقتتال الداخلي.
أجبرت تلك الحالة من التهديد الدائم لحدود الدولة الأمويين على الاهتمام بالناحية العسكرية؛ فقد حرص الأمراء منذ عهد عبد الرحمن الداخل على التخلص من غلبة النظام القبلي على تركيبة الجيش الأندلسي، فحرَصوا على اقتناء العبيد الصقالبة والاستكثار منهم؛ فقد ذكر المقري أن حرس الأمير الحكم الربضي الخاص بلغ خمسة آلاف صقلبي، وقد شكل هؤلاء الجند الصقالبة نواة الجيش الأموي النظامي، إلا أن هؤلاء الصقالبة مع مرور الزمن أصبح لهم قوتهم داخل البلاط، وأصبحوا يتدخلون في شؤون الدولة، مما دعا الحاجب المنصور، حين أصبحت السلطة بيده أن يقصيهم تدريجيًا من المناصب، مع استبدالهم بعناصر من البربر، ويضيفهم إلى ديوان الجند النظاميين، هذا بالإضافة إلى المرتزقة والعبيد السود. وقد استدعت تلك الحالة أيضًا الاهتمام بالتسليح؛ فأنشؤوا قواعد بناء السفن في طركونة وطرطوشة وقرطاجنة وإشبيلية، واهتموا ببناء الحصون والأسوار، كما نشطت الصناعات الحربية التي تُمدّ جيشه بالأسلحة، حتى ذاع صيت بعض المدن كطليطلة، كمراكزَ لصناعة الأسلحة.
شهدت فترات القوة في عهد الدولة الأموية في الأندلس حركة رواج دبلوماسي بين الأندلس وبعض جيرانها، بل وعدد من القوى العظمى في تلك الفترة التي حرصت على خطب ود حكام الأندلس في تلك الفترة؛ فبعد أن فشل شارلمان في غزوه لشرق الأندلس، انعقدت معاهدة سلام وصداقة بين عبد الرحمن الداخل وشارلمان، وفي عام 225هـ؛ استقبل بلاط الأمير عبد الرحمن الأوسط سفارة أرسلها الإمبراطور البيزنطي ثيوفيلوس محملة بالهدايا، والتي ردها حين بعث سفيره يحيى الغزال بالهدايا إلى القسطنطينية للإمبراطور. بالإضافة إلى سفارة أخرى استقبلها عبد الرحمن الأوسط من قبل هوريك الأول ملك النورمان لطلب الصلح بعد غزو النورمان لغرب الأندلس، والتي ردها عبد الرحمن أيضًا ببعثه سفيرَه يحيى الغزال إلى بلاط هوريك. كما استقبل عبد الرحمن الناصر لدين الله في عهده سفارات قسطنطين السابع قيصر القسطنطينية، وبطرس الأول إمبراطور بلغاريا، ولويس الرابع ملك فرنسا، والبابا يوحنا الثاني عشر بابا الفاتيكان، وأوتو الأول إمبراطور الإمبراطورية الرومانية المقدسة، والتي بادلها الناصر بسفرائه، كما استقبل الحكم المستنصر بالله سفارات صداقة من يوحنا زيمسكي قيصر بيزنطة، وأوتو الثاني إمبراطور الألمان. ولم يقتصر استقبال بلاط الأمويين على سفارات المودة فقط؛ فقد سار بعض ملوك الجوار كتودا النافارية وابنها غارسيا سانشيز الأول ملك نافارا، وحفيدها سانشو الأول ملك ليون، وإلبيرا راميريز عمة الملك راميرو الثالث ملك ليون، وبرمودو الثاني ملك ليون، وسانشو الثاني ملك نافارا، إلى قرطبة بأنفسهم؛ إما لطلب الصلح، وإما لطلب معاونة الأمويين لهم في التغلب على منافسيهم على العرش.

## المظاهر الاجتماعية

### الدين

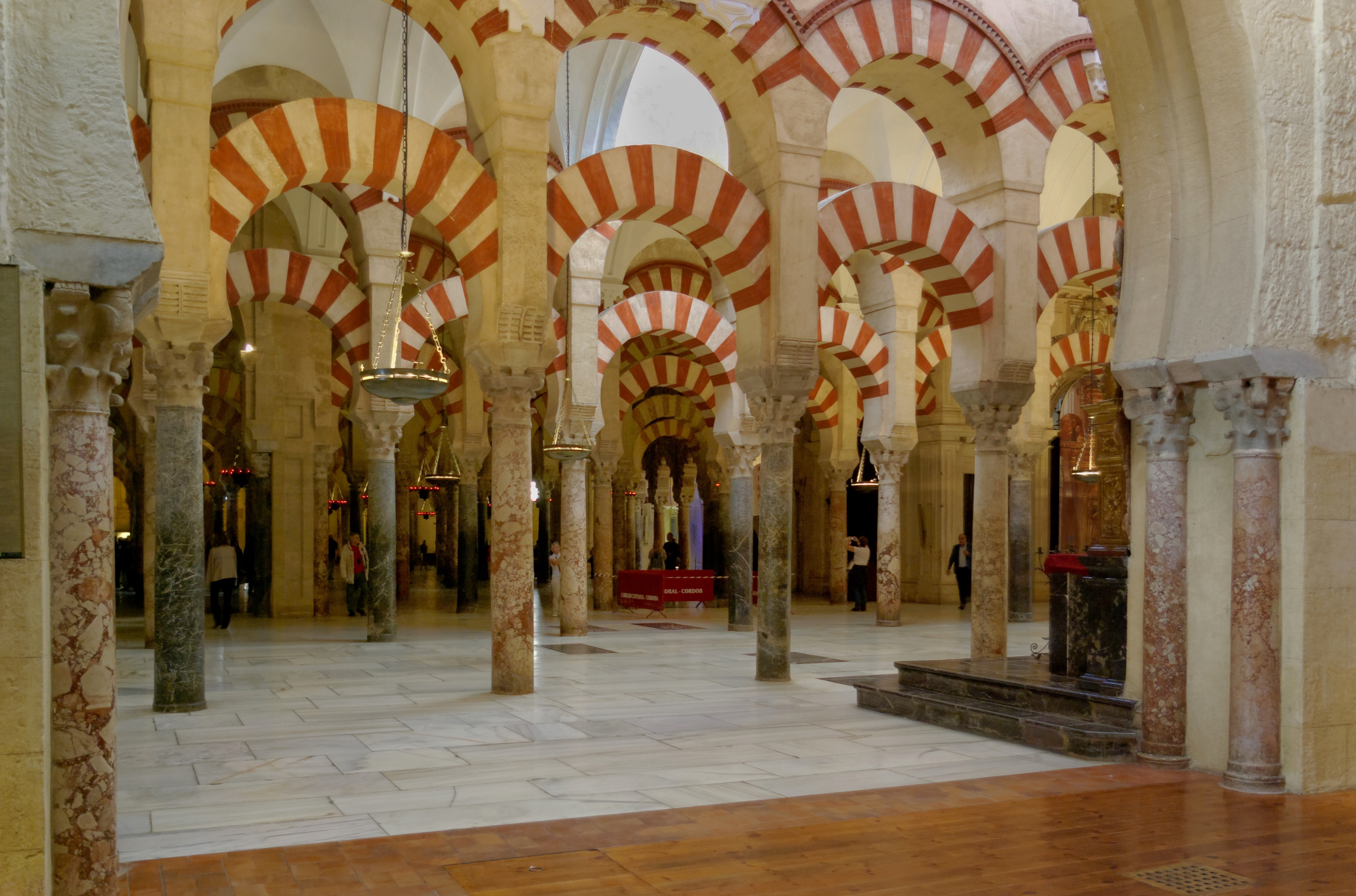
جامع قرطبة الذي حوله الإسبان إلى كاتدرائية بعد استيلائهم على مدينة قرطبة عام 1236 م، يعد أحد أبرز أشكال العمارة الدينية في الأندلس.

اتصف أهل الأندلس بالتدين والمحافظة على الشعائر الدينية إلا قليلا منهم، وقد انتشر بينهم في البداية مذهب الأوزاعي الذي كان منتشرًا بين أهل الشام، والذي دخل الأندلس وساد فيها منذ الفتح، إلى أن رحل جماعة من فقهاء الأندلس؛ منهم زياد بن عبد الرحمن اللخمي، وعيسى بن دينار، ويحيى بن يحيى الليثي، وعبد الملك بن حبيب السلمي إلى المشرق، ثم عادوا من الشرق في عهد الأمير هشام بن عبد الرحمن بمذهب مالك، ونشروه حتى انتقلت الفتوى من مذهب الأوزاعي إلى مذهب مالك في عهد الأمير الحكم بن هشام. وفي عهد الأمير محمد بن عبد الرحمن، أدخل القاسم بن محمد بن سيّار المذهب الشافعي إلى الأندلس، والذي بذل تلاميذه، وأبرزهم بَقِيّ بن مَخْلَد جهدًا لنشره، إلا أنه لم يلق قبولًا في الأندلس.
إلا أن مذهبًا آخر وجد سبيله إلى الأندلس أيضًا في عهد محمد بن عبد الرحمن، على يد عبد الله بن قاسم القيسي، ولقي استحسان الكثير من الأندلسيين، ألا وهو المذهب الظاهري الذي اشتهر من أئمته في الأندلس المنذر بن سعيد البلوطي وابن حزم. ومن الفرق الإسلامية الأخرى، كانت هناك محاولات في عهد عبد الرحمن الناصر لنشر المذهب الشيعي، إلا أن الأمويين قاوموا تلك المحاولات خوفًا من تغلغل نفوذ أعدائهم الفاطميين شيعيي المذهب إلى الأندلس، لذا فقد باءت تلك المحاولات بالفشل. كما كانت هناك أيضًا محاولات لنشر مذهب المعتزلة على يد عدد من أتباعه، وأبرزهم ابن مسرة، إلا أنه أيضًا لم يلق قبولًا، لميل أهل الأندلس في تلك الفترة للمذاهب التي تعتمد على النصوص كالمالكية، لا القياس العقلي كالمعتزلة، لذا، ولنفس السبب، اهتم الأندلسيون بعلم الحديث، وبرز منهم عدد من المحدّثين الذين كانت لهم رحلاتهم إلى المشرق لطلب علم الحديث ونشره في الأندلس؛ كمحمد بن وضاح، وقاسم بن أصبغ، ومحمد بن عبد الملك بن أيمن. ولم يهمل الأندلسيون في تلك الفترة القرآن وعلومه؛ فنبغ منهم في علم القراءات أبو العباس الأقليشي، وأبو عمرو الداني. وفي التفسير برع منهم بَقِيّ بن مَخْلَد الذي كان له تفسيرٌ للقرآن، قال عنه ابن حزم: «إنه لم يُؤلَّف في الإسلام تفسيرٌ مثلُه، لا تفسير محمد بن جرير الطبري ولا غيره».
أما عن المسيحيين واليهود، فبمعاملة خاصة مكنتهم من حرية الدين والمعتقد، حتى إن قضاياهم كان لهم حق الفصل بها بموافقة من السلطة الإسلامية العليا؛ فكان يسمح بتطبيق شرائعهم على يد قضاتهم الذين كانوا يُعرَفون بقضاة النصارى أو قضاة العجم، وتحت مسؤولية رئيس طائفتهم، الذي كان يحمل لقب «القومس». أما الخلافات التي كانت تقع بينهم وبين المسلمين، فكانت تعرض على القضاء الإسلامي، فكثرت لذلك كنائسهم في كل الأندلس، ما بين القرنين الثامن والثاني عشر، سواء أكان ذلك في المدن الكبرى أم كان في المدن الصغرى. ومن أشهر كنائسهم أيام الخلافة: الكنيسة العظمى بقرطبة، ومن أشهر الأديرة الواقعة في أطراف المدينة: دير أرملاط. ولم تهدم الكنائس في الأندلس، إلا في حالات خاصة؛ كأن تكون الكنيسة معقلًا للثورة على السلطة، فقد هدمت بعض الكنائس خلال ثورة ابن حفصون. كما كانت الأناجيل أيضًا شائعة؛ يطالعها المسيحي وغير المسيحي، وقد أفاد منها ابن حزم في كتابه «الفصل في الملل والأهواء والنحل»؛ حيث ذكر أنه كان يصاحب رجال الكنيسة ويجادلهم. كما ظلت سلطة اليهود، ومقاليد أمورهم الدينية الخاصة بهم بين أيديهم؛ فقد جرت العادة على تعيين السلطة لمن يتولى رئاستهم والذي كان يعرف بـ «الناجد» أو «الحاخام»، كما كان يتولى قضاءهم بينهم شيخ اليهود؛ فيما يخص أمورهم الخاصة وتشريعهم، ويكون هذا الشيخ نفسه هو الواسطة بينهم وبين السلطة المدنية. وقد تمتع اليهود، في ظل هذه الحرية، بالسماح لهم ببناء دور عبادتهم في أحيائهم الخاصة، وكذلك بين السكان المسلمين. وقد أتاحت تلك الحرية الفكرية لأبناء الأندلس من غير المسلمين الفرصة في التعمق في دراساتهم الدينية؛ فأسس حسداي بن شبروط، الطبيب الخاص بالخليفة عبد الرحمن الناصر، مدرسة للدراسات التلمودية في قرطبة، كما وضع ابن حيوج الأسس الأولى لعلم النحو العبري.

### عناصر المجتمع
كان المجتمع الأندلسي خليطًا من أجناس مختلفة، امتزجت في بوتقة المجتمع الأندلسي، لتتكون منها الشخصية الأندلسية المستقلة. وقد كانت عناصر المجتمع الأندلسي كالتالي:
1. العرب: دخل العرب إلى الأندلس في موجات متعاقبة، إلا أن أبرزها كان ما يسمى بطالعة موسى، وهم الجند الغازون الذين دخلوا الأندلس بصحبة موسى بن نصير عام 93هـ، والذين كانوا من العرب القيسية واليمانية، والذين انتشروا في الأندلس؛ فسكنت القيسية في نواحي الجنوب، وتوزعت اليمانية بين المناطق الشمالية والشمالية الغربية.[101] كان أبرز الهجرات العربية التالية طالعة بلج بن بشر القشيري، وهم الجند الذين بعثهم الخليفة هشام بن عبد الملك إلى المغرب للقضاء على ثورة البربر هناك، ثم استعان بهم عبد الملك بن قطن الفهري والي الأندلس عام 122هـ للقضاء على ثورة البربر في شمال الأندلس، واستقروا بها،[102] وقد كان معظمهم من القيسيين، ودخلوا بعد فترة وجيزة في صراع مع عبد الملك بن قطن واليمانية، وخلعوه وسيطروا على قرطبة، إلى أن وزعهم أبو الخطار الكلبي على كور الأندلس؛ فأسكنهم جيان وباجة وأكشونبة وبعض نواحي تدمير وشذونة والجزيرة وإشبيلية ولبلة ورية وإلبيرة.[103] وقد غلبت النزعة القبلية على عرب الأندلس، فشكلوا النواة الارستقراطية والبرجوازية بالمدن؛[104] فتقلدوا مراتب الوزارة والكتابة والقضاء والشرطة والحسبة وبيت المال وضرب السكة. أما عامتهم فقد احترفوا الزراعة ونسج الحرير والغزل والنسيج والتجارة فيهما، وبيع العطر والشمع والفاكهة والخضر والخبز.[99]
2. البربر: كان البربر يمثلون معظم الجيش الفاتح للأندلس مع طارق بن زياد،[105] ونظرًا لقرب مساكنهم من الأندلس، توالت هجراتهم إليها، وذلك بعد أن علموا بنجاح الفتح،[106] وخاصة من قبائل زناتة.[99] وبعد أن انتهج العامريون سياسة تقريب البربر، والاعتماد عليهم كعماد للجيش بدلًا من العرب والصقالبة، هاجرت جموع كبيرة من البربر إلى الأندلس، خاصة من بطون صنهاجة، ولعبوا دورًا كبيرًا في فترة الفتنة. وقد اختار البربر النزول في المناطق الجبلية في الأندلس في الجنوب والوسط والغرب، لتقاربها مع طبيعة بلادهم.[107] وقد امتهن من سكن المدن منهم الحرف اليدوية والصيد والسقاية والبناء، فيما امتهن سكان البوادي جلب البقر والسمن والزيت والعسل والصوف والدجاج والفواكه والفحم والخشب، وبيعها في المدن.[99]
3. الموالي والصقالبة: لعب الموالي دورًا كبيرًا في تأسيس الدولة الأموية في الأندلس، بما قدموه من دعم لعبد الرحمن الداخل عند دخوله الأندلس،[17] وقد أصبح تأثير الموالي مؤثرًا منذ أن دخل ألفا مولى من أصل عشرة آلاف رجل إلى الأندلس في طالعة بلج،[108] وقد اعتمد عليهم الأمويون في بداية دولتهم في الأندلس،[109] وظلت أسر منهم تستأثر بالمناصب لدى الأمراء والخلفاء؛ كبني جهور، وبني أبي عبدة. أما الصقالبة فهم الخدم، والمماليك الذين جلبهم النخاسون الجرمان واليهود من أسرى حروب الجرمان مع الصقالبة، وباعوهم في الأندلس. وقد كثر عدد الصقالبة أيام الخلافة؛ حيث كانوا يستخدمون كخدم وجنود،[110] وصار لهم تأثير كبير، خصوصًا أنهم كانوا في خدمة أصحاب القرار، وقادة الجيوش، وكانت لهم مؤامراتهم داخل القصور؛ كمحاولة فائق وجؤذر كبيري صقالبة قصر الخلافة بعد وفاة الحكم المستنصر بالله لتنحية وليّ عهده هشام المؤيد بالله، وتولية أخيه المغيرة بن عبد الرحمن الناصر لدين الله، التي نجح الحاجب جعفر المصحفي بمعاونة محمد بن أبي عامر في إفشالهم،[111] واستخدموا أحيانًا في قمع الثوارت؛ كثورة أهل الربض في عهد الحكم الربضي.[112] وإلى جانب الخدمة في القصور، اشتغل الموالي والصقالبة في الحياكة والنسيج، وسبك الحديد، وصنع آلات الحرب، والصباغة والنجارة، وتجارة النعال والجلاليب واللحم، وضرب الطبول، والقيام بالمساجد والأذان، ورصد الوقت، ودفن الموتى وحفر القبور، وحراسة الأسواق ليلًا، وحراسة الفنادق، وحمل السلع من بلد إلى بلد.[99]
4. المستعربون: هم المسيحيون الذين بقُوا على دينهم بعد فتح الأندلس، وعاشوا في كنف دولة المسلمين؛ كان المسلمون يسمونهم بعجم الأندلس،[113] إلا أنه، ومنذ القرن الحادي عشر الميلادي، أطلق عليهم لقب "المستعربون"، وهو لقب استخدمه مسيحيو الممالك الشمالية، لتمييز هؤلاء المسيحيين الذين تأثروا بالمسلمين ثقافةً ولغةً وأسلوب حياة؛ فكانت لهم طقوسهم الدينية الخاصة، ورجال دين خاصون بهم، بل وكانوا يستخدمون لغة خاصة بهم؛[114] ظلت تستخدم كلغة منطوقة حتى القرن الرابع عشر.[la 8] وخلال فترة الحكم الأموي، استخدمهم الأمويون في إدارة بعض شؤون البلاد الاقتصادية وتنظيم الدولة. أما عوامهم فقد امتهنوا الزراعة، وتربية الماشية، وقطع الأخشاب، وصناعة الفحم، وصيد الأسماك، وصناعة السفن وآلاتها.[115]
5. المولدون: هم سكان الأندلس الأصليون، الذين اعتنقوا الإسلام، وأبناء العرب والبربر من أمهات إسبانيات.[116] لم يكن هناك فرق بين وضعهم العام ووضع العرب والبربر المسلمين في الأصل،[117] بل وبرزت منهم بيوتات كانت لها مكانتها السياسية؛ كبني قسي، وبني الطويل في الثغر الأعلى، وكان منهم العلماء؛ كابن القوطية.[118] إلا أن قطاعًا منهم كان له نزعاته العصبية ضد العرب، وكانوا يثورون على سلطة الدولة في فترات ضعفها؛ كابن حفصون، وابن مروان الجليقي.[119] وقد امتهنت تلك الطائفة الزراعة والتجارة، واستخدمهم الأمويون في بعض المناصب الإدارية.[99]
6. اليهود: عاش اليهود في العديد من المدن كقرطبة وإشبيلية ولسيانة وغرناطة وطليطلة وقلعة حماد وسرقسطة وطركونة وطرطوشة. وامتهنوا الخياطة والصباغة والحجامة والدلالة في الأسواق، وصناعة الصابون، وتجارة الحلي والأصواف والكتان وآلات الطرب،[99] وتجارة العبيد والحرير والتوابل.[120]

### الأدب

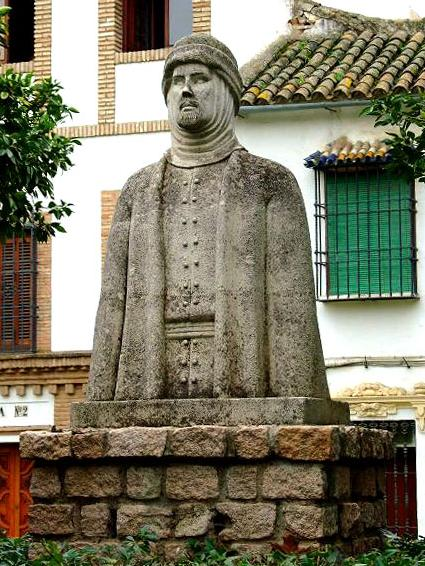
الحكم المستنصر بالله اهتم بالأدب واقتناء الكتب، حتى احتوت مكتبته على 400 ألف مجلد.

لم يقتصر اهتمام الأندلسيين على العلوم الدينية فقط؛ فقد اهتموا بالعديد من ألوان الأدب كالشعر والنثر وعلوم اللغة، والتاريخ وكتب السير والتراجم، وقد برزت أسماء كثيرة في تلك الفنون في عهد الدولة الأموية في الأندلس؛ ففي فن الكتابة الأدبية لمع ابن عبد ربه وكتابه «العقد الفريد»، الذي كان بمثابة موسوعة ثقافية تبين أحوال الحضارة الإسلامية في عصره، وقد تناول فيه السياسة وفنون الحرب، والنوادر وفضائل العرب، والخطب والحديث واللغة، والتاريخ والشعر وطبائع البشر، وألوان الملابس والطعام. وبرز أيضًا ابن شهيد؛ صاحب «رسالة التوابع والزوابع»، ذات الإطار الخيالي الخصب. وفي فن الخطابة ذي التأثير الديني والسياسي، برع المنذر بن سعيد البلوطي، الذي كان لخطبته التي ارتجلها أمام سفارة قيصر بيزنطة إلى الخليفة عبد الرحمن الناصر عام 336هـ، أثرها في ظهوره على الساحة الأندلسية كفقيه وخطيب مفوّه. وفي علوم اللغة والنحو، بعد أن دخل جودي بن عثمان الموروري بكتب الكسائي، اهتم الأندلسيون بعلم النحو، كما كان لانتقال أبي علي القالي من العراق للأندلس دوره في ذيوع علوم اللغة وأشعار الشرق في الأندلس. وقد ألف الأندلسيون كتبًا في علوم اللغة، بل وخاضوا في مواضيع لم يسبقهم إليها أحد ككتاب «تصاريف الأفعال» لابن القوطية، وهو أول كتاب يتناول الأفعال الثلاثية والرباعية.

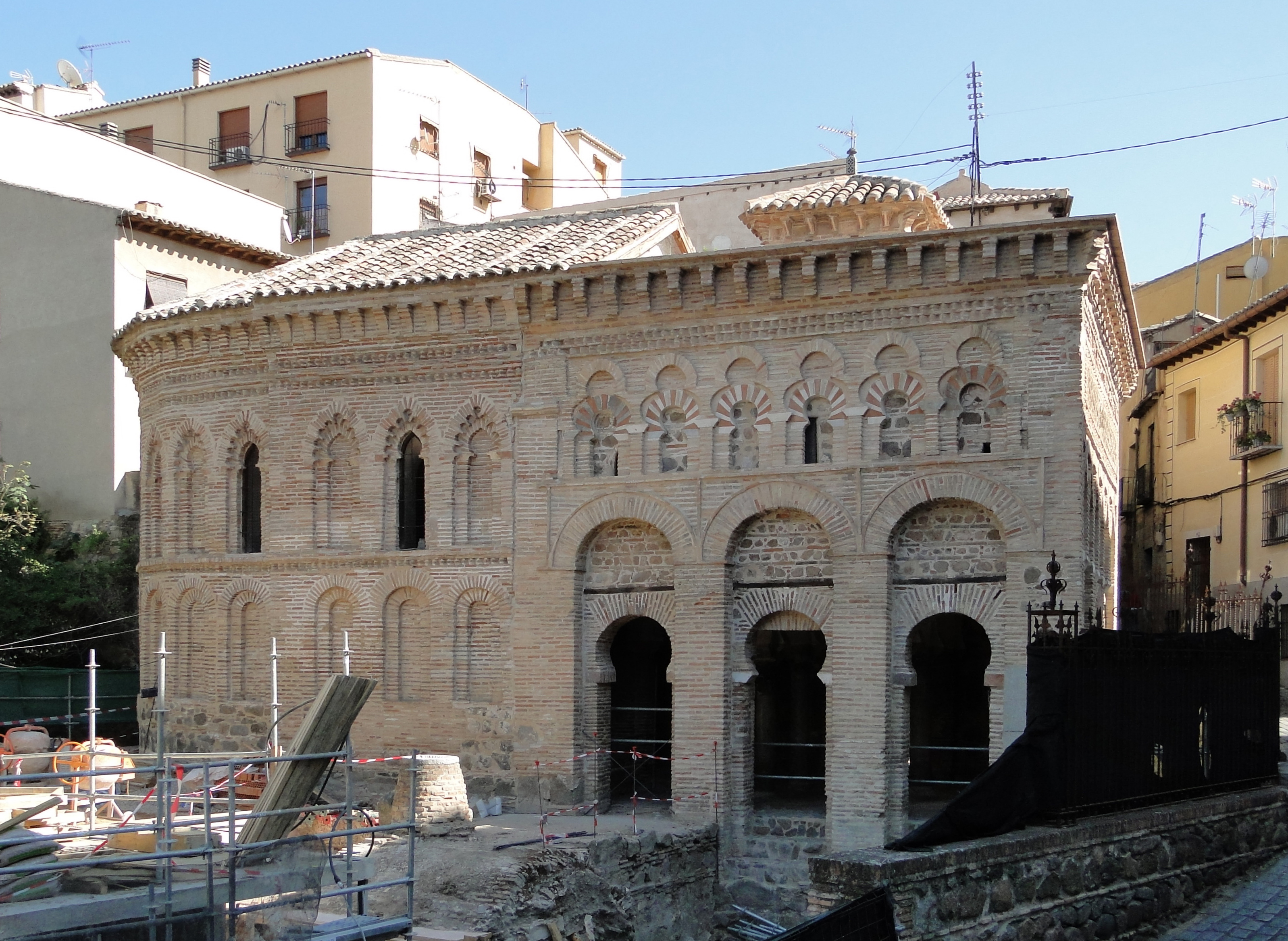
مسجد الباب المردوم في طليطلة أحد نماذج العمارة الدينية في تلك الحقبة.

أما الشعر فقد كان أثر الشرق واضحًا فيه؛ حيث تأثر شعر الأندلس بشعراء الشرق، فظهر أثر شعراء الزهد كأبي العتاهية على أشعار ابن أبي زمنين، وابن عبد ربه، وأبي بكر الزبيدي، وغيرهم، وشعراء الغزل والمديح والفخر والحماسة؛ كأبي نُوَاس، وأبي تمَّام، وابن الرومي، والمتنبي، وابن المعتز؛ فقد ظهر أثرهم جليًّا في شعر يحيى الغزال، وابن دراج القسطلي، وابن هانئ. وقد ظل الشعر الأندلسي بلا إبداع، محاكيًا شعرَ الشرق، وغير مصقول، فقيرًا من الناحية الذهنية التفكيرية، مكبلاً بقيود الجوانب الشكلية الجامدة. ولم تتفوق الأندلس على الشرق في ألوان الأدب إلا في فن المُوَشَّحات، الذي ابتكره مقدم بن معافى القبري، والذي أصبح بحلول القرن الرابع الهجري أشهر أشكال الأدب في الأندلس، كما أن هذا الفن يعتبر فنًّا أندلسيًّا خالصا، ويعد ابن عبد ربه، وعبادة بن ماء السماء، ويوسف بن هارون الرمادي، أشهرَ مُوَشِّحِي عصر الدولة الأموية في الأندلس.
وقد كان للأندلسيين أيضًا إسهاماتهم التاريخية، التي اهتمت بالتأريخ للأندلس منذ الفتح، والتي تطورت من النقل التاريخي، الذي يفيض فيه اللون الأسطوري كتاريخ عيسى بن أحمد الرازي، وتاريخ عبد الملك بن حبيب السلمي، إلى أن انتقل إلى الإحكام والدقة؛ ككتابي «تاريخ افتتاح الأندلس» لابن القوطية، و«تقويم قرطبة» لعريب بن سعيد القرطبي. وقد اهتم الأندلسيون أيضًا بتدوين السير والتراجم، التي تناولت تصنيفاتٍ مختلفةً للتراجم؛ ككتاب «تاريخ علماء الأندلس» لابن الفرضي، وكتاب «قضاة قرطبة» لمحمد بن حارث الخشني.
ولم يكن الأمراء والخلفاء بعيدين عن هذا الجو الأدبي؛ فإنَّ الأمير عبد الرحمن بن الحكم، الذي كان شغوفًا بجمع الكتب، قد اهتم بنقل الثقافة من المشرق إلى قرطبة؛ فأرسل شاعره ووزيره عباس بن ناصح الجزيري إلى المشرق، للبحث عن الكتب القيمة واستنساخها، وهي النواة التي تكونت منها بعد ذلك مكتبةُ قرطبة، وقد شاركه في هذه الهواية الخليفة عبد الرحمن الناصر، وابنه الحكم المستنصر بالله؛ فقد وصل عدد الكتب في مكتبته إلى 400,000 كتاب، بل واهتم الحكم أيضًا باستجلاب العلماء ورواة الحديث من الأقطار، وكان يحضر مجالسهم ويروي عنهم. ولم يقتصر دور أمويي الأندلس على رعاية الأدب؛ فقد أدلى أفراد منهم بدلائهم في هذا الفن، فكان منهم الشعراء؛ كيعقوب وبشر ابني الأمير عبد الرحمن بن الحكم، وأبي عبد الملك مروان بن عبد الرحمن بن مروان بن عبد الرحمن الناصر المعروف بالطليق، الذي قال عنه ابن حزم: «أبو عبد الملك هذا في بني أمية كابن المعتز في بني العباس، مَلَاحة شعر وحُسن تشبيه.»، وكان منهم اللغويون؛ كالمنذر بن عبد الرحمن، وهو من نسل المنذر بن عبد الرحمن الداخل، الذي وصفه ابن حزم بأنه كان إمامًا في علم النحو، وعبد العزيز بن الحكم بن أحمد بن الأمير محمد بن عبد الرحمن، الذي كان عالمًا بالنحو وغريب اللغة. وكان منهم أيضا المؤرخون؛ كمعاوية بن هشام بن محمد، المعروف بابن الشبانسي، الذي كان له كتابان؛ أحدهما في نسب العلويين، والآخر في أخبار الدولة الأموية في الأندلس، وكذلك عبد الله بن عبد الرحمن الناصر لدين الله، الذي كان له كتاب «العليل والقتيل في أخبار ولد العباس».

### العمارة

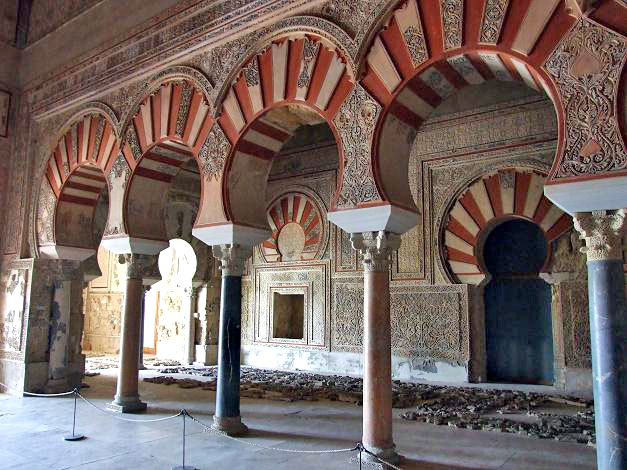
جزء من قاعة احتفالية في مدينة الزهراء بنيت في عهد عبد الرحمن الناصر لدين الله.

اهتم الأمويون بالعمارة في الأندلس؛ فبنوا القصبات والحصون، والأسوار والأبواب، وأسسوا المدن. كما اهتموا ببناء المساجد والقصور، والحمامات والقباب، والقناطر المائية التي زينوها بالزخارف والنقوش. وقد استفاد الأندلسيون مما حملوه معهم من فن العمارة الإسلامية من الشرق، ومزجوه مع ما وجدوه في الأندلس من عمارة رومانية وقوطية، فأنتجوا خليطًا متميزًا ميّز فن العمارة الأندلسي، وجعله فنًّا مستقلًّا، له خصائصه التي تميزه. ورغم مرور نحو ألف عام، منذ سقوط الدولة الأموية في الأندلس، مازال هناك العديد من الآثار الخالدة، التي تشهد على عظمة فن العمارة الأندلسي في عصر الدولة الأموية في الأندلس. ويعد الجامع الكبير في قرطبة دُرّة العمارة الدينية في عهد الدولة الأموية في الأندلس؛ فما زال خالدًا ليشهد على عظمة الفن الأندلسي في تلك الفترة. هذا الجامع أنشأه عبد الرحمن الداخل سنة 170هـ/ 786م محل كنيسة قوطية، وأراده عبد الرحمن الداخل أن يكون أعظم مساجد الأندلس وأفخمها؛ فأنفق الداخل 80 ألف دينار على بنائه، واشترى أرضًا من مسيحيي قرطبة بمئة ألف دينار ليضمها إلى الجامع، إلا أنه مات قبل أن يكتمل بناؤه؛ فقد اكتمل بناؤه في عهد ابنه هشام الرضا. وقد تمت توسعة الجامع عدة مرات؛ أولاها في عهد عبد الرحمن الأوسط، وقد تمت هذه التوسعة في عهد ابنه محمد بن عبد الرحمن. كما قام الأمير المنذر بن محمد بترميم ما وهَى من بنائه، وأضاف الحكم المستنصر بالله إليه زيادة، لما ضاق المسجد بأهل قرطبة في عهده، وكذلك فعل محمد بن أبي عامر، حتى بلغ عدد سواريه 1,417 سارية، وثُرَيَّاتُه 280 ثُريّة، وأبوابه 21 بابًا. وبلغ طوله 180م، وعرضه 135م، بارتفاع 12م. وقد استُوحِيَ بناء هذا الجامع من تصميم الجامع الأموي في دمشق، وكان يربطه بقصر الخلافة ممرُّ مسقوفٌ، لوصول الأمير إلى الجامع مباشرة بعيدًا عن أعين العامة. وقد أضيف الجامع إلى مواقع التراث العالمي عام 1984م. ومن آثار العمارة الدينية أيضًا؛ مسجد إشبيلية الذي بني في عهد عبد الرحمن بن الحكم، عام 214هـ/ 830م.
وقد تعرض هذا المسجد لبعض الأضرار، نتيجة غزو النورمان لإشبيلية عام 230هـ/ 844م، كما تأثر بزلزال عام 472هـ/ 1079م، وبعد سقوط المدينة في يد الإسبان عام 1246م، تم تحويله إلى كنيسة، وفي عام 1671م تم هدمه وبناء كنيسة جديدة في مكانه، ولم يبق منه إلا أجزاءٌ من صحن المسجد ومئذنته، وباب المسجد الرئيسي، الذي يبلغ طوله 10 أمتار، وعرضه 5 أمتار، ويعرف الآن بباب الغفران (بالإسبانية: Puerta del Perdón). ومن الآثار المعمارية الباقية أيضًا مسجد باب المردوم بطليطلة، الذي بناه قاضي طليطلة أحمد بن حديدي عام 390هـ/ 999م، وقد تحول المسجد أيضًا إلى كنيسة «Cristo de la Luz»، وذلك بعد أن استولى ألفونسو السادس ملك قشتالة على المدينة عام 1085م. وكذلك أجزاءٌ من المسجد الجامع في مدينة الزهراء، الذي بناه عبد الرحمن الناصر لدين الله عام 329هـ/ 941م، والذي لاتزال أطلاله باقية إلى الآن.
وكما اهتم الأمويون بالعمارة الدينية، اهتموا أيضًا بالعمارة المدنية؛ فقد اعتنوا ببناء القصور، كقصور الخلافة والرصافة والمؤنس في قرطبة، وشيّدوا المدن لتكون مراكز للحكم والإدارة؛ كالزهراء التي أسسها عبد الرحمن الناصر لدين الله عام 325هـ/ 936م، والزاهرة التي بناها محمد بن أبي عامر عام 368هـ/ 978م ومرسية التي بناها عبد الرحمن بن الحكم، لتكون قاعدة لكورة تدمير. وقد بلغت الزهراء، التي كانت مقرًّا لحكم الأمويين لأربعين عامًا في عهدي عبد الرحمن الناصر لدين الله وابنه الحكم المستنصر بالله، شأوًا عظيمًا؛ فضمت الزهراء قاعاتِ احتفالٍ ومساجدَ، ودورًا حكوميةً، وحدائق ودارًا لسك العملة، وورشًا للعمال، وثكناتٍ ومساكنَ للجند وحماماتٍ، كما تم إمدادها بالمياه عبر قنوات. وقد امتدت العمارة في مباني قرطبة والزهراء والزاهرة حتى اتصلت، فكان يُمشى فيها لعشرة أميال على ضوء السُرُج.

### الموسيقى
كان فن الغناء في الأندلس في بداية عهد الدولة الأموية محصورًا في لونين، إما على نسق الغناء الشعبي الذي كان منتشرًا قبل الفتح الإسلامي، وإما على نهج الحداء العربي الذي نقله العرب الداخلون إلى الأندلس، ثم انتشر الغناء في الأندلس وتنوع بعد دخول المغنِّين المشرقيين بألوان الغناء المختلفة، التي كانت منتشرة في العراق والحجاز؛ كزرقون وعلون في عهد الحكم الربضي، وزرياب في عهد عبد الرحمن الأوسط، وهو الأمير الذي كان مولعًا بالغناء، حتى إنه كان يبعث إلى المشرق من يشتري له الجواري اللاتي اشتهرن بالغناء، بل وخصص لهن مكانًا في قصره عُرف بدار المدنيات.
نجح زرياب في توظيف فنه ليتواءم مع الأشعار والموشحات والأزجال الأندلسية، كما كان لإدخاله وترًا خامسًا على العود، دوره في نشأة الغيتار الإسباني. كما لعبت موسيقى الأندلس دورًا في نقل الآلات الموسيقية الشرقية للغرب؛ كالكمان الذي تطور من الربابة، ويظهر ذلك من المصطلحات الموسيقية ذات الأصول العربية، التي اكتسبتها الموسيقى الغربية؛ ككلمات «adufe» من الدف، «alboka» من البوق، «anafil» من النفير، «atabal» من الطبل، «atambal» من الطنبل.

## العلوم

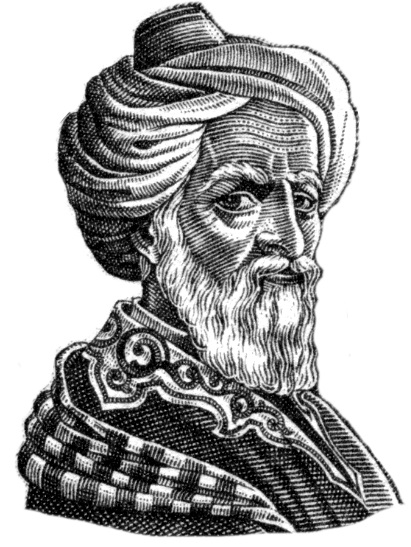
أبو القاسم الزهراوي أحد أبرز علماء تلك الحقبة.

كان اهتمام الأندلسيين بالفلسفة في عهد الدولة الأموية في الأندلس ضعيفًا، لما كانوا عليه من ميل ديني للمذاهب الفقهية التي تعتمد على النصوص، بل وكانوا يرمون من يشتغل بالفلسفة بالزندقة. ورغم هذا الجو القاتل لهذا العلم ظهر في هذا العهد واحدٌ من الفلاسفة اللامعين؛ ابن مسرة، الذي رحل إلى المشرق، واختلط بالمشتغلين بالفلسفة في الشرق وتأثر بهم، وعاد إلى الأندلس ناشرًا فكره، لكنه لم يسلم من اتهام الفقهاء له ولأتباعه بالزندقة، مما دفع الخليفة عبد الرحمن الناصر لدين الله لملاحقة أتباعه للقضاء على مذهبه. ورغم ذلك، لم يمنع هذا التضييق على الفلسفة والفلاسفة الخليفةَ الحكم المستنصر بالله، الشغوف باقتناء الكتب، أن يجمع عددًا من كتب الفلسفة في مكتبته، وعلى الرغم من ذلك، وما إن استقر الأمر للحاجب المنصور، استخرجها وأحرق بعضها وأتلف البعض، ليكتسب بذلك تقدير العلماء والعامة من المتدينين.
وأما الطب فكان أكثرَ العلوم المدنية التي أولاها الأندلسيون اهتمامهم؛ فاشتغلوا أولًا بدراسة الكتب القديمة، ككتاب ديسقوريدوس، الذي تداول منه الأندلسيون نسخًا بترجمة أسطفان بن باسيل المشرقية، ثم أهديت منه نسخة باليونانية للخليفة الناصر، فأعيد ترجمتها في قرطبة، وتم تعريب ما صعب على المشرقيين ترجمته من أسماء النباتات التي ورد ذكرها باسمها اليوناني في ترجمة ابن باسيل. ولم يتوقف الأندلسيون عند ذلك، بل كانت لهم تعليقاتهم على تلك الكتب القديمة؛ كتعليقات ابن جلجل على كتب ديسقوريدوس، وتعليقات الزهراوي على كتب القدماء ومعارضاته لبعض آرائهم. وقد تجاوزت شهرة الأطباء الأندلسيين الحدود في زمانهم؛ فكانت الملوك تفد إلى قرطبة لتستطبّ على أيدي أطباء الأندلس. ولم تقتصر شهرة أطباء الأندلس على زمانهم فقط؛ فقد ظل كتاب التصريف لمن عجز عن التأليف لأبي القاسم الزهراوي الملقّب ب: (أبو الجراحة الحديثة)، الذي ضم وصفًا ورسومًا لمائتي جهاز جراحي اخترعهم الزهراوي، يستخدم كمرجع أساسي في الجراحة في أوروبا العصور الوسطى، كما ترجم ألبيرتوس ماغنوس بعض أعمال ابن جلجل إلى الغرب.
وفي علمَي الرياضيات والفلك، درس الأندلسيون علم الفلك، ونبغ منهم في هذا المجال أيضًا مسلمة المجريطي، الذي اهتم بدراسة كتب بطليموس، وحسّن ترجمة المجسطي، وطوّر جداول الخوارزمي الفلكية، وقدّم تقنيَّات في علمي المساحة والتثليث، إضافة إلى تلميذَيه ابن السمح القرطبي وابن الصفار، اللذين ألفا زيجًا فلكيًا. أما الكيمياء، فقد خرج بها الأندلسيون من دائرة الخيمياء إلى الكيمياء العلم الذي يقوم على المراقبة والتجريب، ولعل أبرز إنجازاتهم في مجال الكيمياء استنباط عباس بن فرناس، الذي اشتهر بمحاولته للطيران، والذي استنبط طريقة لكيفية صناعة الزجاج من الأحجار، عن طريق معالجتها كيميائيًّا، والمجريطي الذي أجرى التجارب على أكسيد الزئبق الثنائي، ونجح في فصل الذهب عن الفضة.

## النشاط الاقتصادي

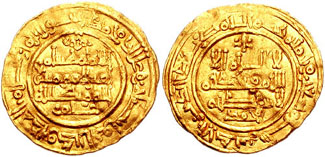
دينار ذهبي ضُرب في عهد الخليفة هشام المؤيد بالله عام 396 هـ.

تنوع النشاط الاقتصادي في الأندلس في عهد الدولة الأموية في الأندلس بين زراعة وصناعة وتجارة؛ فقد اهتم المسلمون في عهد الدولة الأموية في الأندلس بالزراعة، فأصلحوا وسائل الري ونظّموها، وبنوا السدود وشقوا القنوات، وأقاموا الجسور والقناطر، واستغلوا المياه المنحدرة من الجبال، وحفروا لها أحواضًا لتجميعها، واستخدموا بعد ذلك السواقي التي كانت تتراوح أقطارها بين 20-30م لرفع الماء منها، واستخدموا الثيران في تقليب الأرض وإعدادها للزراعة. وبرعوا أيضًا في تنسيق الحدائق، وأدخلوا إلى أوروبا نباتات لم تكن معروفة لدى الأوروبيين؛ كالأَرُزّ، وقصب السكر والزيتون والمشمش والقطن والفستق. وإلى جانب تلك النباتات زرعوا العنب والتين، والرمان واللوز، والجوز والبندق، والصنوبر والكمثرى، والدراق والسفرجل، والتوت والتفاح، والنخيل والكتان، والقمح والشعير.
وفي النشاط الصناعي، عرفت الأندلس في تلك الفترة الصناعات الغذائية؛ كتجفيف الحبوب والفواكه، وصناعة النبيذ ومعاصر الزيتون، وصناعة المنسوجات والصباغة، والصناعات المعدنية، والزجاج والفخار المُذهب والفسيفساء، والدباغة، والسجاد والسكر والورق والتحف المعدنية. وقد اشتهرت الأندلس أيضًا بصناعة الملابس من الكتان والحرير، والتي كانت تصل إلى مصر ومكة واليمن. كما استخرج الأندلسيون الحديد، والذهب والفضة، والرصاص والزئبق، كما استخدموا الرخام بألوانه المتعددة.
أما التجارة، فقد راجت التجارة الداخلية والخارجية في الأندلس لسيطرتهم على الحوض الغربي للبحر المتوسط؛ فكانت موانئ الأندلس تعج بالنشاط والحركة، وقد ذكر ابن حوقل أن بعض المنتجات الأندلسية كالملابس المطرزة والأصواف والأصبغ والحرير والورق والملابس الكتانية والتين المجفف والخزف المُذهب والأسلحة، كانت تصدر إلى مصر وخراسان وغيرهما، كما كان للدينار القرطبي قوته الاقتصادية في كل الأندلس، وبعض بلدان أوروبا، منذ أمر عبد الرحمن الداخل بسكّه؛ فكانت المبادلات التجارية تتم بالدينار العربي، ودينار بيزنطة، ودينار غالة الذي سكّه شارلمان؛ بل ظلت الممالك المسيحية في الشمال تتعامل بالنقود العربية والفرنسية لفترة طويلة من الزمن. لقد تنوعت مصادر دخل الدولة الأموية في الأندلس من الزراعة والصناعة، والتجارة والموارد الطبيعية، إضافة إلى ما كانت تفرضه الدولة من خراج على الأراضي، وجزية على الذميين، وغنائم الحروب، والضرائب المفروضة، والرسوم المفروضة على البضائع التي تمر على موانئ الأندلس. وقد بلغت الدولة ذروة نشاطها الاقتصادي في عهد الخليفة عبد الرحمن الناصر؛ حيث يلغت جباية الأندلس من الكور والقرى خمسة ملايين وأربعمائة وثمانين ألف دينار، ومن ضريبة الأسواق سبعمائة وخمسةً وستين ألف دينار، بالإضافة إلى ما كان يدخل خزائن الدولة من أخماس الأغنام.

## شجرة نسب حكام بني أمية في الأندلس
|  |  |  |  |                       |                       |                       |                       |                       |                       |  |  |                     |                     |                     |                     |                     |                     |           |           |                            |                            |                            |                            |                            |                            |                               |            |                         |                         | 1 عبد الرحمن الداخل     |                         |                         |                         |  |  |                            |                            |                            |                            |                            |                            |            |            |                     |                     |                     |                     |                        |                        |                        |                        |                        |                        |  |  |  |  |  |  |  |  |  |  |  |  |  |  |  |  |  |  |  |  |  |  |  |  |  |  |  |  |  |  |  |  |  |  |  |  |  |  |  |  |  |  |
|  |  |  |  |                       |                       |                       |                       |                       |                       |  |  |                     |                     |                     |                     |                     |                     |           |           |                            |                            |                            |                            |                            |                            |                               |            |                         |                         |                         |                         |                         |                         |  |  |                            |                            |                            |                            |                            |                            | أمير أموي  |            |                     |                     |                     |                     |                        |                        |                        |                        |                        |                        |  |  |  |  |  |  |  |  |  |  |  |  |  |  |  |  |  |  |  |  |  |  |  |  |  |  |  |  |  |  |  |  |  |  |  |  |  |  |  |  |  |  |
|  |  |  |  |                       |                       |                       |                       |                       |                       |  |  |                     |                     |                     |                     |                     |                     |           |           |                            |                            |                            |                            |                            |                            |                               |            |                         |                         | 2 هشام الرضا            |                         |                         |                         |  |  |                            |                            |                            |                            |                            |                            |            |            |                     |                     |                     |                     |                        |                        |                        |                        |                        |                        |  |  |  |  |  |  |  |  |  |  |  |  |  |  |  |  |  |  |  |  |  |  |  |  |  |  |  |  |  |  |  |  |  |  |  |  |  |  |  |  |  |  |
|  |  |  |  |                       |                       |                       |                       |                       |                       |  |  |                     |                     |                     |                     |                     |                     |           |           |                            |                            |                            |                            |                            |                            |                               |            |                         |                         |                         |                         |                         |                         |  |  |                            |                            |                            |                            |                            |                            | خليفة أموي |            |                     |                     |                     |                     |                        |                        |                        |                        |                        |                        |  |  |  |  |  |  |  |  |  |  |  |  |  |  |  |  |  |  |  |  |  |  |  |  |  |  |  |  |  |  |  |  |  |  |  |  |  |  |  |  |  |  |
|  |  |  |  |                       |                       |                       |                       |                       |                       |  |  |                     |                     |                     |                     |                     |                     |           |           |                            |                            |                            |                            |                            |                            |                               |            |                         |                         | 3 الحكم الربضي          |                         |                         |                         |  |  |                            |                            |                            |                            |                            |                            |            |            |                     |                     |                     |                     |                        |                        |                        |                        |                        |                        |  |  |  |  |  |  |  |  |  |  |  |  |  |  |  |  |  |  |  |  |  |  |  |  |  |  |  |  |  |  |  |  |  |  |  |  |  |  |  |  |  |  |
|  |  |  |  |                       |                       |                       |                       |                       |                       |  |  |                     |                     |                     |                     |                     |                     |           |           |                            |                            |                            |                            |                            |                            |                               |            |                         |                         |                         |                         |                         |                         |  |  |                            |                            |                            |                            |                            |                            |            |            |                     |                     |                     |                     |                        |                        |                        |                        |                        |                        |  |  |  |  |  |  |  |  |  |  |  |  |  |  |  |  |  |  |  |  |  |  |  |  |  |  |  |  |  |  |  |  |  |  |  |  |  |  |  |  |  |  |
|  |  |  |  |                       |                       |                       |                       |                       |                       |  |  |                     |                     |                     |                     |                     |                     |           |           |                            |                            |                            |                            |                            |                            |                               |            |                         |                         | 4 عبد الرحمن الأوسط     |                         |                         |                         |  |  |                            |                            |                            |                            |                            |                            |            |            |                     |                     |                     |                     |                        |                        |                        |                        |                        |                        |  |  |  |  |  |  |  |  |  |  |  |  |  |  |  |  |  |  |  |  |  |  |  |  |  |  |  |  |  |  |  |  |  |  |  |  |  |  |  |  |  |  |
|  |  |  |  |                       |                       |                       |                       |                       |                       |  |  |                     |                     |                     |                     |                     |                     |           |           |                            |                            |                            |                            |                            |                            |                               |            |                         |                         |                         |                         |                         |                         |  |  |                            |                            |                            |                            |                            |                            |            |            |                     |                     |                     |                     |                        |                        |                        |                        |                        |                        |  |  |  |  |  |  |  |  |  |  |  |  |  |  |  |  |  |  |  |  |  |  |  |  |  |  |  |  |  |  |  |  |  |  |  |  |  |  |  |  |  |  |
|  |  |  |  |                       |                       |                       |                       |                       |                       |  |  |                     |                     |                     |                     |                     |                     |           |           |                            |                            |                            |                            |                            |                            |                               |            |                         |                         | 5 محمد                  |                         |                         |                         |  |  |                            |                            |                            |                            |                            |                            |            |            |                     |                     |                     |                     |                        |                        |                        |                        |                        |                        |  |  |  |  |  |  |  |  |  |  |  |  |  |  |  |  |  |  |  |  |  |  |  |  |  |  |  |  |  |  |  |  |  |  |  |  |  |  |  |  |  |  |
|  |  |  |  |                       |                       |                       |                       |                       |                       |  |  |                     |                     |                     |                     |                     |                     |           |           |                            |                            |                            |                            |                            |                            |                               |            |                         |                         |                         |                         |                         |                         |  |  |                            |                            |                            |                            |                            |                            |            |            |                     |                     |                     |                     |                        |                        |                        |                        |                        |                        |  |  |  |  |  |  |  |  |  |  |  |  |  |  |  |  |  |  |  |  |  |  |  |  |  |  |  |  |  |  |  |  |  |  |  |  |  |  |  |  |  |  |
|  |  |  |  |                       |                       |                       |                       |                       |                       |  |  |                     |                     |                     |                     |                     |                     |           |           |                            |                            |                            |                            |                            |                            |                               |            |                         |                         |                         |                         |                         |                         |  |  |                            |                            |                            |                            |                            |                            |            |            |                     |                     |                     |                     |                        |                        |                        |                        |                        |                        |  |  |  |  |  |  |  |  |  |  |  |  |  |  |  |  |  |  |  |  |  |  |  |  |  |  |  |  |  |  |  |  |  |  |  |  |  |  |  |  |  |  |
|  |  |  |  |                       |                       |                       |                       |                       |                       |  |  |                     |                     |                     |                     |                     |                     |           |           |                            |                            |                            |                            |                            |                            | 7 عبد الله                    | 7 عبد الله | 7 عبد الله              | 7 عبد الله              | 7 عبد الله              | 7 عبد الله              |                         |                         |  |  | 6 المنذر                   | 6 المنذر                   | 6 المنذر                   | 6 المنذر                   | 6 المنذر                   | 6 المنذر                   |            |            |                     |                     |                     |                     |                        |                        |                        |                        |                        |                        |  |  |  |  |  |  |  |  |  |  |  |  |  |  |  |  |  |  |  |  |  |  |  |  |  |  |  |  |  |  |  |  |  |  |  |  |  |  |  |  |  |  |
|  |  |  |  |                       |                       |                       |                       |                       |                       |  |  |                     |                     |                     |                     |                     |                     |           |           |                            |                            |                            |                            |                            |                            | 7 عبد الله                    | 7 عبد الله | 7 عبد الله              | 7 عبد الله              | 7 عبد الله              | 7 عبد الله              |                         |                         |  |  | 6 المنذر                   | 6 المنذر                   | 6 المنذر                   | 6 المنذر                   | 6 المنذر                   | 6 المنذر                   |            |            |                     |                     |                     |                     |                        |                        |                        |                        |                        |                        |  |  |  |  |  |  |  |  |  |  |  |  |  |  |  |  |  |  |  |  |  |  |  |  |  |  |  |  |  |  |  |  |  |  |  |  |  |  |  |  |  |  |
|  |  |  |  |                       |                       |                       |                       |                       |                       |  |  |                     |                     |                     |                     |                     |                     |           |           |                            |                            |                            |                            |                            |                            | محمد                          |            |                         |                         |                         |                         |                         |                         |  |  |                            |                            |                            |                            |                            |                            |            |            |                     |                     |                     |                     |                        |                        |                        |                        |                        |                        |  |  |  |  |  |  |  |  |  |  |  |  |  |  |  |  |  |  |  |  |  |  |  |  |  |  |  |  |  |  |  |  |  |  |  |  |  |  |  |  |  |  |
|  |  |  |  |                       |                       |                       |                       |                       |                       |  |  |                     |                     |                     |                     |                     |                     |           |           |                            |                            |                            |                            |                            |                            |                               |            |                         |                         |                         |                         |                         |                         |  |  |                            |                            |                            |                            |                            |                            |            |            |                     |                     |                     |                     |                        |                        |                        |                        |                        |                        |  |  |  |  |  |  |  |  |  |  |  |  |  |  |  |  |  |  |  |  |  |  |  |  |  |  |  |  |  |  |  |  |  |  |  |  |  |  |  |  |  |  |
|  |  |  |  |                       |                       |                       |                       |                       |                       |  |  |                     |                     |                     |                     |                     |                     |           |           |                            |                            |                            |                            |                            |                            | 1 عبد الرحمن الناصر لدين الله |            |                         |                         |                         |                         |                         |                         |  |  |                            |                            |                            |                            |                            |                            |            |            |                     |                     |                     |                     |                        |                        |                        |                        |                        |                        |  |  |  |  |  |  |  |  |  |  |  |  |  |  |  |  |  |  |  |  |  |  |  |  |  |  |  |  |  |  |  |  |  |  |  |  |  |  |  |  |  |  |
|  |  |  |  |                       |                       |                       |                       |                       |                       |  |  |                     |                     |                     |                     |                     |                     |           |           |                            |                            |                            |                            |                            |                            |                               |            |                         |                         |                         |                         |                         |                         |  |  |                            |                            |                            |                            |                            |                            |            |            |                     |                     |                     |                     |                        |                        |                        |                        |                        |                        |  |  |  |  |  |  |  |  |  |  |  |  |  |  |  |  |  |  |  |  |  |  |  |  |  |  |  |  |  |  |  |  |  |  |  |  |  |  |  |  |  |  |
|  |  |  |  |                       |                       |                       |                       |                       |                       |  |  |                     |                     |                     |                     |                     |                     |           |           |                            |                            |                            |                            |                            |                            |                               |            |                         |                         |                         |                         |                         |                         |  |  |                            |                            |                            |                            |                            |                            |            |            |                     |                     |                     |                     |                        |                        |                        |                        |                        |                        |  |  |  |  |  |  |  |  |  |  |  |  |  |  |  |  |  |  |  |  |  |  |  |  |  |  |  |  |  |  |  |  |  |  |  |  |  |  |  |  |  |  |
|  |  |  |  | عبيد الله             | عبيد الله             | عبيد الله             | عبيد الله             | عبيد الله             | عبيد الله             |  |  |                     |                     |                     |                     | عبد الملك           | عبد الملك           | عبد الملك | عبد الملك | عبد الملك                  | عبد الملك                  |                            |                            |                            |                            |                               |            | سليمان                  | سليمان                  | سليمان                  | سليمان                  | سليمان                  | سليمان                  |  |  |                            |                            |                            |                            | عبد الجبار                 | عبد الجبار                 | عبد الجبار | عبد الجبار | عبد الجبار          | عبد الجبار          |                     |                     | 2 الحكم المستنصر بالله | 2 الحكم المستنصر بالله | 2 الحكم المستنصر بالله | 2 الحكم المستنصر بالله | 2 الحكم المستنصر بالله | 2 الحكم المستنصر بالله |  |  |  |  |  |  |  |  |  |  |  |  |  |  |  |  |  |  |  |  |  |  |  |  |  |  |  |  |  |  |  |  |  |  |  |  |  |  |  |  |  |  |
|  |  |  |  | عبيد الله             | عبيد الله             | عبيد الله             | عبيد الله             | عبيد الله             | عبيد الله             |  |  |                     |                     |                     |                     | عبد الملك           | عبد الملك           | عبد الملك | عبد الملك | عبد الملك                  | عبد الملك                  |                            |                            |                            |                            |                               |            | سليمان                  | سليمان                  | سليمان                  | سليمان                  | سليمان                  | سليمان                  |  |  |                            |                            |                            |                            | عبد الجبار                 | عبد الجبار                 | عبد الجبار | عبد الجبار | عبد الجبار          | عبد الجبار          |                     |                     | 2 الحكم المستنصر بالله | 2 الحكم المستنصر بالله | 2 الحكم المستنصر بالله | 2 الحكم المستنصر بالله | 2 الحكم المستنصر بالله | 2 الحكم المستنصر بالله |  |  |  |  |  |  |  |  |  |  |  |  |  |  |  |  |  |  |  |  |  |  |  |  |  |  |  |  |  |  |  |  |  |  |  |  |  |  |  |  |  |  |
|  |  |  |  | عبد الرحمن            | عبد الرحمن            | عبد الرحمن            | عبد الرحمن            | عبد الرحمن            | عبد الرحمن            |  |  |                     |                     |                     |                     | محمد                | محمد                | محمد      | محمد      | محمد                       | محمد                       |                            |                            |                            |                            |                               |            | الحكم                   | الحكم                   | الحكم                   | الحكم                   | الحكم                   | الحكم                   |  |  |                            |                            |                            |                            | هشام                       | هشام                       | هشام       | هشام       | هشام                | هشام                |                     |                     | 3 هشام المؤيد بالله    | 3 هشام المؤيد بالله    | 3 هشام المؤيد بالله    | 3 هشام المؤيد بالله    | 3 هشام المؤيد بالله    | 3 هشام المؤيد بالله    |  |  |  |  |  |  |  |  |  |  |  |  |  |  |  |  |  |  |  |  |  |  |  |  |  |  |  |  |  |  |  |  |  |  |  |  |  |  |  |  |  |  |
|  |  |  |  | عبد الرحمن            | عبد الرحمن            | عبد الرحمن            | عبد الرحمن            | عبد الرحمن            | عبد الرحمن            |  |  |                     |                     |                     |                     | محمد                | محمد                | محمد      | محمد      | محمد                       | محمد                       |                            |                            |                            |                            |                               |            | الحكم                   | الحكم                   | الحكم                   | الحكم                   | الحكم                   | الحكم                   |  |  |                            |                            |                            |                            | هشام                       | هشام                       | هشام       | هشام       | هشام                | هشام                |                     |                     | 3 هشام المؤيد بالله    | 3 هشام المؤيد بالله    | 3 هشام المؤيد بالله    | 3 هشام المؤيد بالله    | 3 هشام المؤيد بالله    | 3 هشام المؤيد بالله    |  |  |  |  |  |  |  |  |  |  |  |  |  |  |  |  |  |  |  |  |  |  |  |  |  |  |  |  |  |  |  |  |  |  |  |  |  |  |  |  |  |  |
|  |  |  |  |                       |                       |                       |                       |                       |                       |  |  |                     |                     |                     |                     |                     |                     |           |           |                            |                            |                            |                            |                            |                            |                               |            |                         |                         |                         |                         |                         |                         |  |  |                            |                            |                            |                            |                            |                            |            |            |                     |                     |                     |                     |                        |                        |                        |                        |                        |                        |  |  |  |  |  |  |  |  |  |  |  |  |  |  |  |  |  |  |  |  |  |  |  |  |  |  |  |  |  |  |  |  |  |  |  |  |  |  |  |  |  |  |
|  |  |  |  | 8 محمد المستكفي بالله | 8 محمد المستكفي بالله | 8 محمد المستكفي بالله | 8 محمد المستكفي بالله | 8 محمد المستكفي بالله | 8 محمد المستكفي بالله |  |  | 9 هشام المعتد بالله | 9 هشام المعتد بالله | 9 هشام المعتد بالله | 9 هشام المعتد بالله | 9 هشام المعتد بالله | 9 هشام المعتد بالله |           |           | 6 عبد الرحمن المرتضي بالله | 6 عبد الرحمن المرتضي بالله | 6 عبد الرحمن المرتضي بالله | 6 عبد الرحمن المرتضي بالله | 6 عبد الرحمن المرتضي بالله | 6 عبد الرحمن المرتضي بالله |                               |            | 5 سليمان المستعين بالله | 5 سليمان المستعين بالله | 5 سليمان المستعين بالله | 5 سليمان المستعين بالله | 5 سليمان المستعين بالله | 5 سليمان المستعين بالله |  |  | 7 عبد الرحمن المرتضي بالله | 7 عبد الرحمن المرتضي بالله | 7 عبد الرحمن المرتضي بالله | 7 عبد الرحمن المرتضي بالله | 7 عبد الرحمن المرتضي بالله | 7 عبد الرحمن المرتضي بالله |            |            | 4 محمد المهدي بالله | 4 محمد المهدي بالله | 4 محمد المهدي بالله | 4 محمد المهدي بالله | 4 محمد المهدي بالله    | 4 محمد المهدي بالله    |                        |                        |                        |                        |  |  |  |  |  |  |  |  |  |  |  |  |  |  |  |  |  |  |  |  |  |  |  |  |  |  |  |  |  |  |  |  |  |  |  |  |  |  |  |  |  |  |